# Проспект Любомира Гузара
Проспе́кт Любоми́ра Гу́зара — проспект у Солом'янському районі міста Києва, житловий масив Відрадний. Пролягає від Гарматної вулиці до залізничного шляхопроводу і проспекту Леся Курбаса.
Прилучаються вулиці Миколи Василенка, Академіка Шалімова та бульвар Вацлава Гавела.
Проїжджа частина проспекту розділена на дві частини лінією швидкісного трамвая (станції «Національний авіаційний університет», «Академіка Шалімова », «Вацлава Гавела»).

## Історія
Початкова частина проспекту виникла на давньому шляху до села Микільська Борщагівка як продовження Борщагівської вулиці. У 1950–60-ті роки — Новоборщагівська вулиця. У 1967 року мав назву проспект Космонавта Комарова, на честь радянського льотчика-космонавта Володимира Комарова. 
Сучасна назва на честь патріарха-предстоятеля УГКЦ Любомира Гузара — з 2019 року.
Фактично проспект сформовано та забудовано на межі 1950—60-х років.
У 2020 році на проспекті капітально замінено асфальтне покриття, тротуари, встановлено нове LED-освітлення та спроєктовані велодоріжки.

## Установи та заклади
- № 1 — Національний авіаційний університет
- № 3 — Медмістечко 
  - поліклініка № 1 Солом'янського р-ну м. Києва;
  - Київська міська клінічна лікарня № 6[3];
  - Дитяча клінічна лікарня № 4 Солом'янського району м. Києва[4];
  - Центр мікрохірургії ока;
  - інститут Шалімова.
- № 7 — Управління соціального захисту населення КМДА; відділення зв'язку № 165;
- № 30/28 а — дитячий садок № 395;
- № 32 — СЗШ № 26

## Зображення

Анотаційна дошка до назви проспекту у 1967-2019
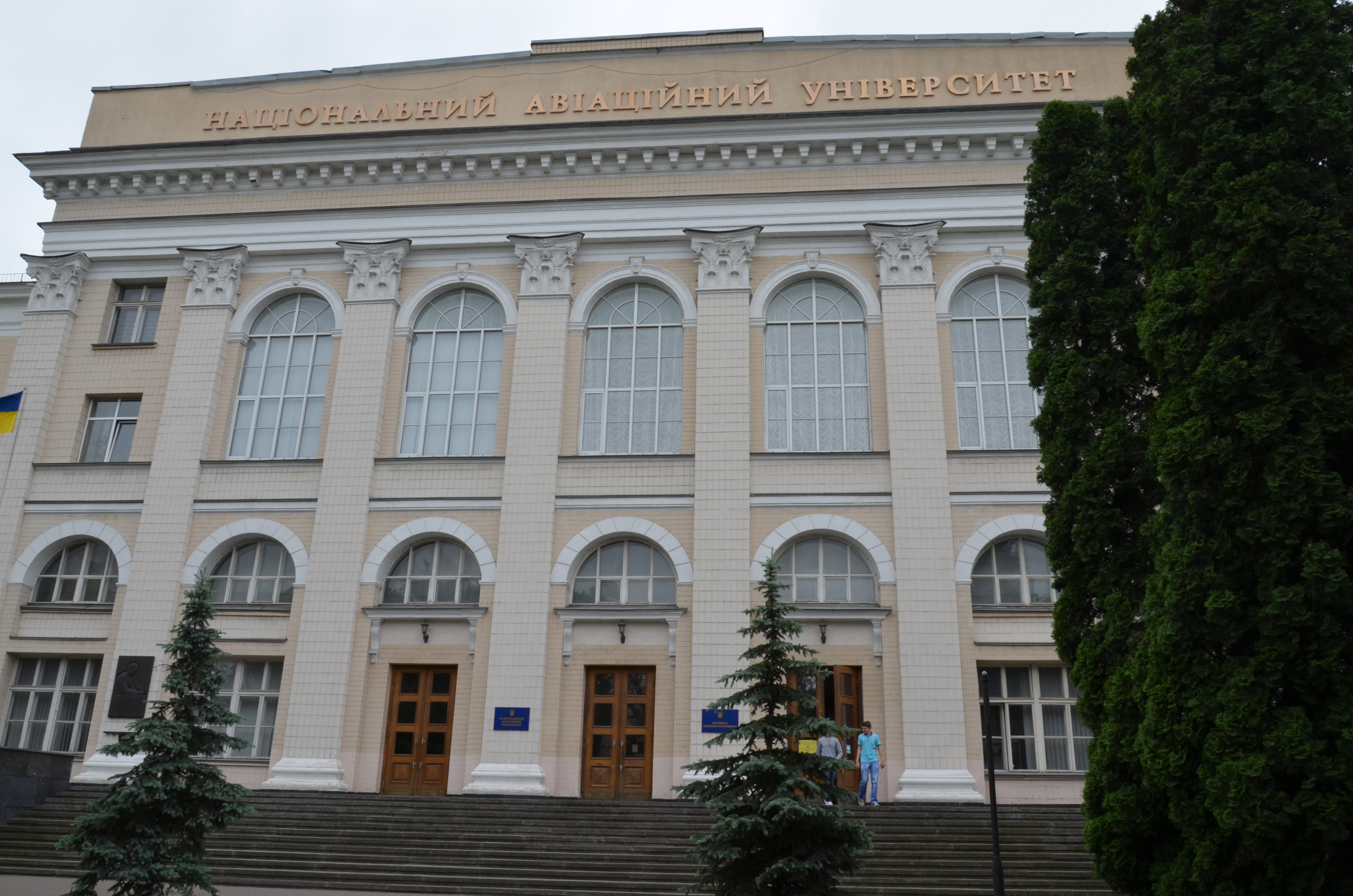
Національний авіаційний університет
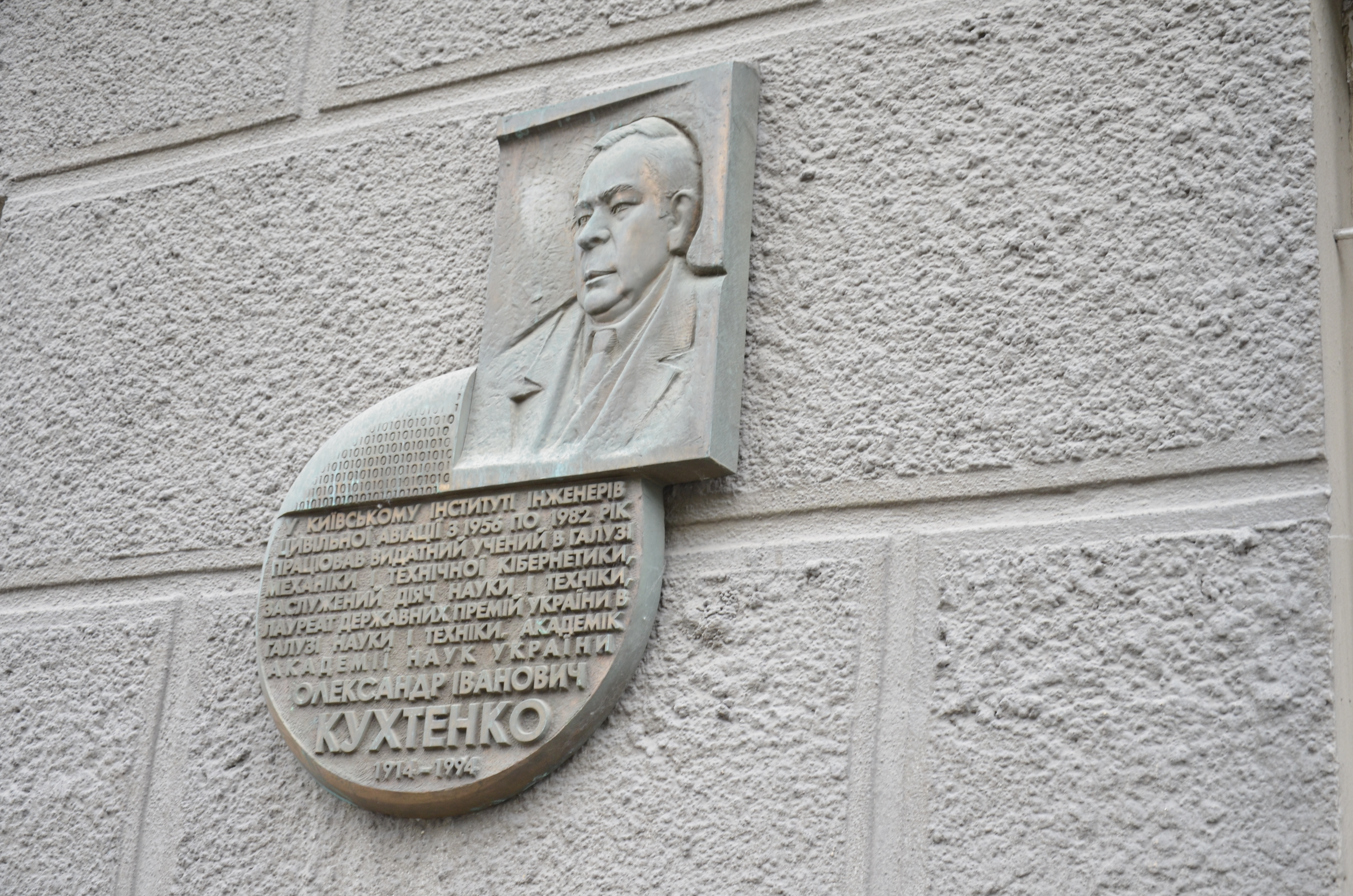
НАУ. Пам'ятна дошка академіку Олександру Кухтенку
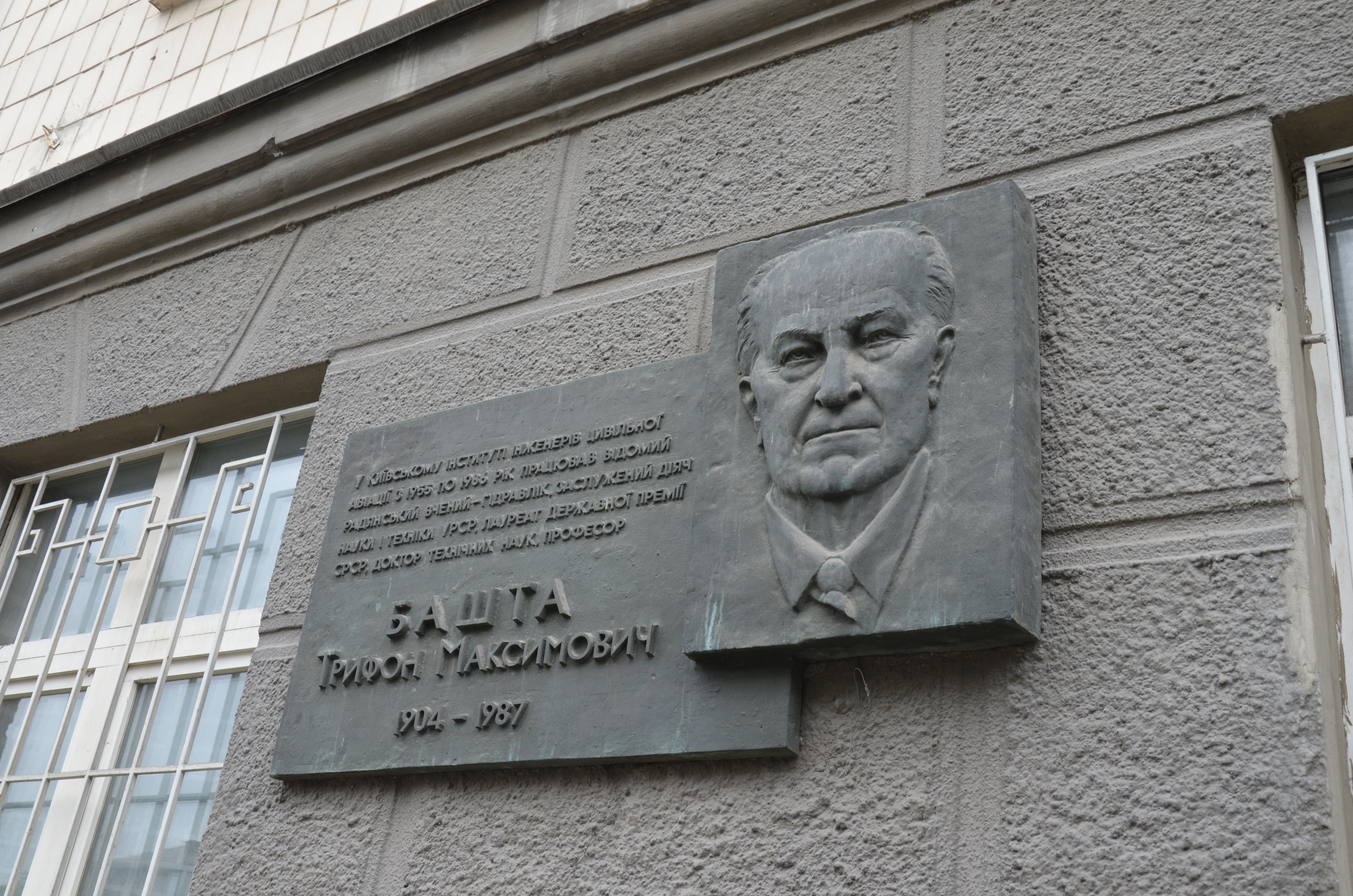
НАУ. Пам'ятна дошка професору Трифону Башті
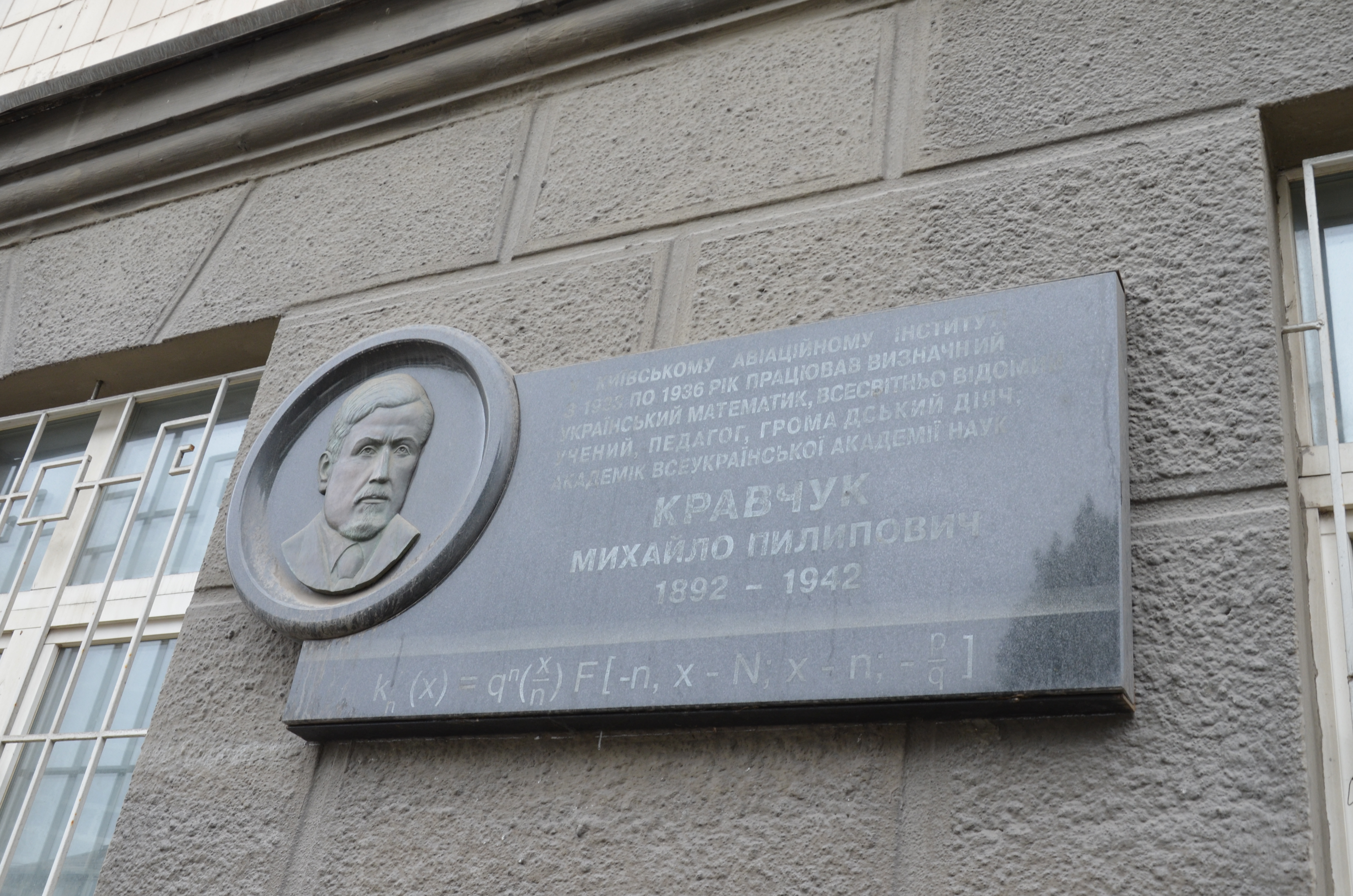
НАУ. Пам'ятна дошка академіку Михайлу Кравчуку
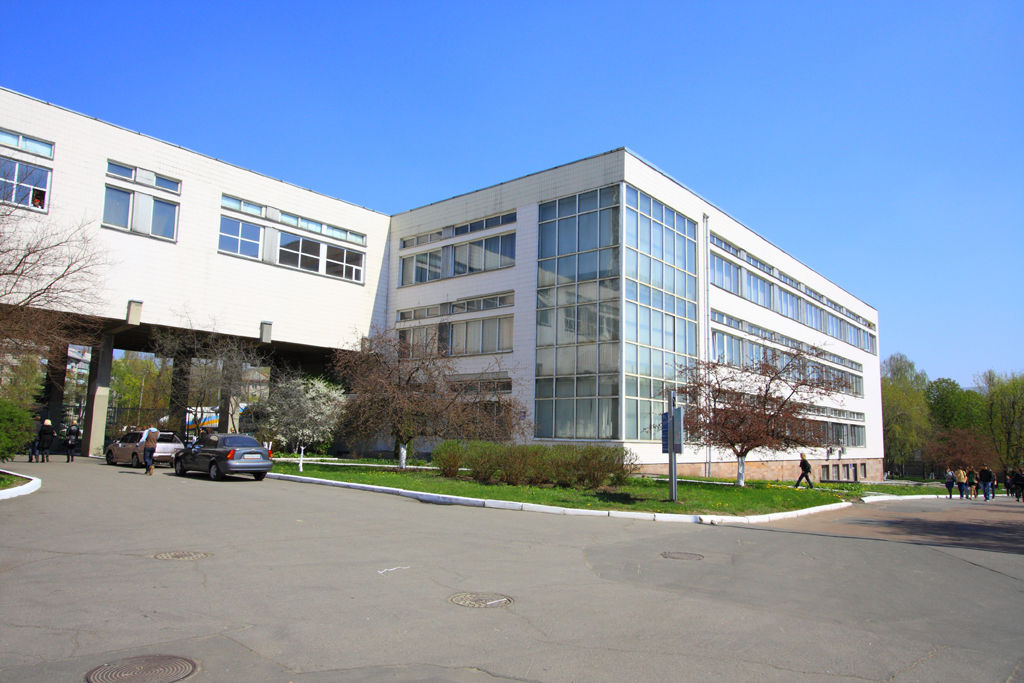
Бібліотека НАУ